# کلت ارتشی مدل ۱۸۶۰
کلت ارتشی مدل ۱۸۶۰ (انگلیسی: Colt Army Model 1860) این اسلحه یک سلاح سرپر است که در هفت‌تیرها جای می‌گیرد. از این اسلحه در جنگ داخلی آمریکا استفاده می‌شده است. این اسلحه ساخت شرکت تولیدی کلت می‌باشد. یک سلاح کمری است که اغلب مورد استفاده سواره‌نظام، پیاده‌نظام، توپخانه و نیروی دریایی بوده است.